# 千光寺 (倉敷市)
千光寺（せんこうじ）は、岡山県倉敷市真備町岡田にある曹洞宗の寺院。正式名称は醫王山 千光寺（いおうざん せんこうじ）。岡田を代表する寺院のひとつである。
総社市・華光寺の末寺で、吉備四国霊場八十八か所（下道郡霊場八十八か所）の9番目である。本尊に薬師如来を祀る。

## 歴史
もとは馬入堂山の西北、馬入山城の南東にある「花荘庵」という祈祷寺であった。備前常山城主、上野肥前守隆徳の城代、西薗馬入堂山城主、岡田村三宅氏第26代徳寄がこれを岡田村桜に移して寺とし、曹洞宗とした。
開創は1566年（永禄9年）で、初めは全香寺（ぜんこうじ）と称していた。1887年（明治20年）に火災に遭い再建後、千光寺と名を改めた。
本堂と庫裏が火災で消失したため、公会堂の剣道場と民家を移築し、仮住まいの状態となっていたが、2002年（平成14年）に高祖道元禅師の750回大遠忌が曹洞宗大本山永平寺で奉修される勝縁に当たり、明治以来の宿願であった本堂再建を計画し、再建に至った。

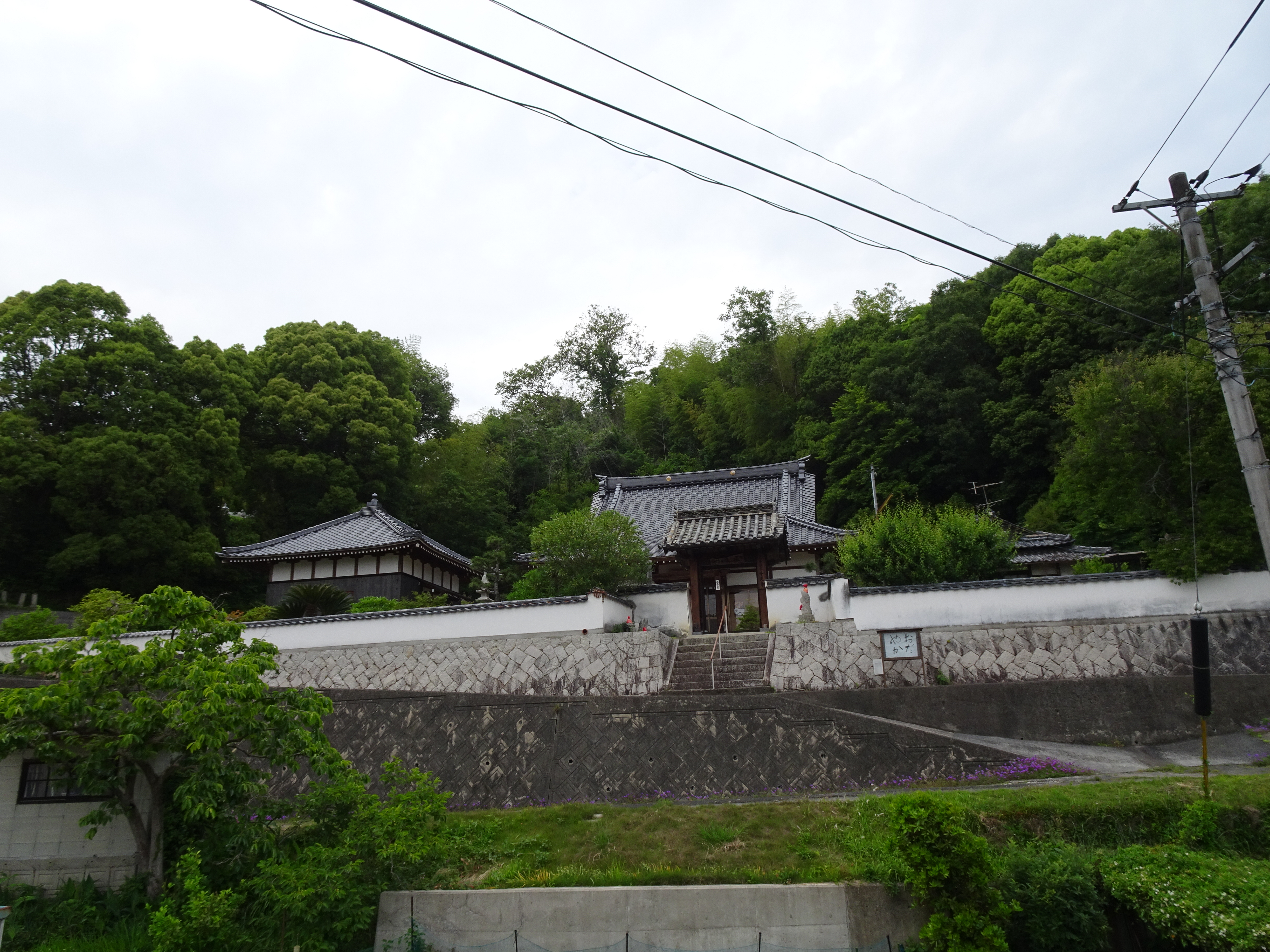
千光寺の全景
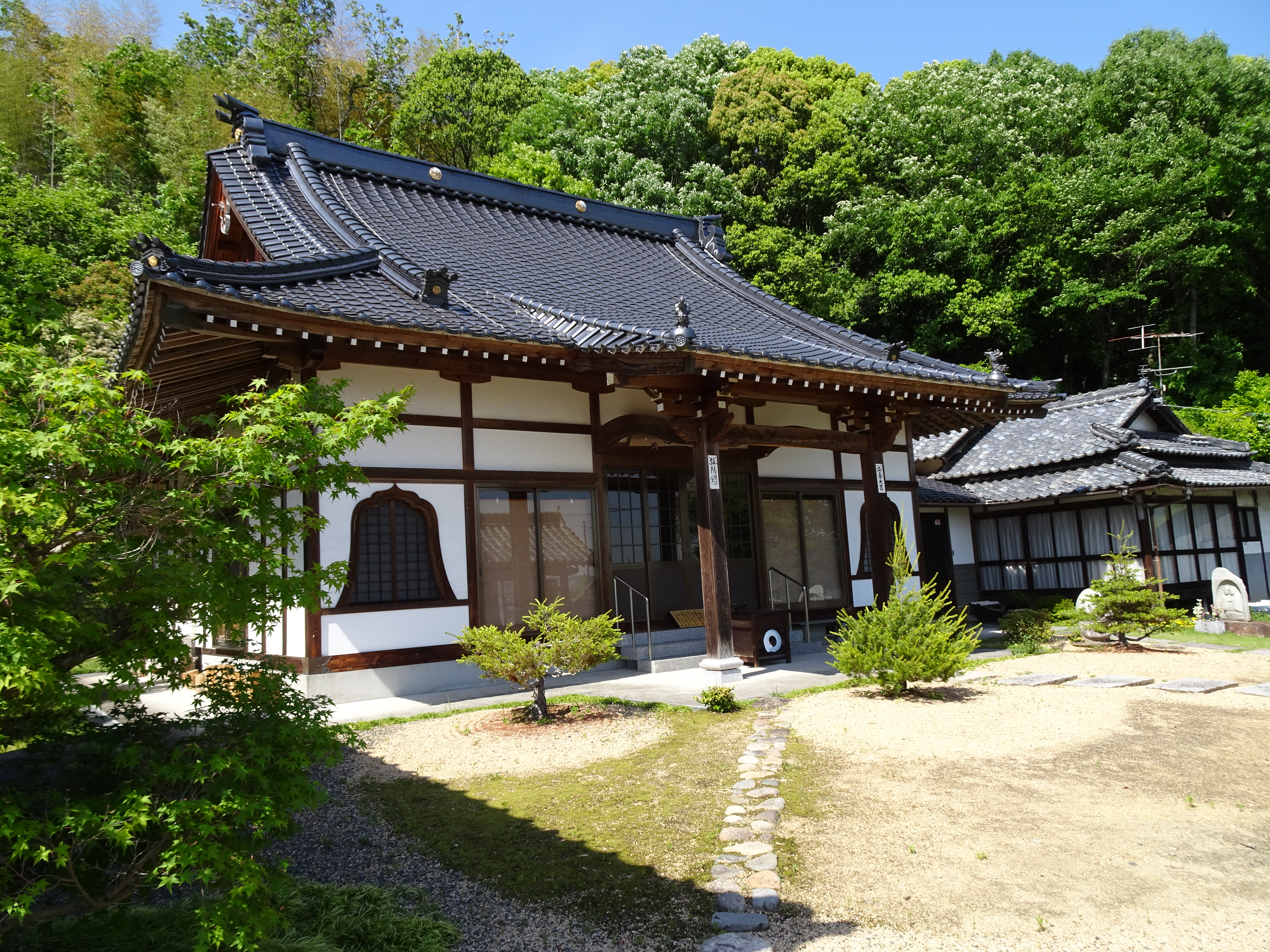
境内

## 境内
1887年（明治20年）の火災の際に書類を消失したため、各建物の建築年等の詳細は不明である。
岡田藩4代藩主・伊東長貞が藩邸を岡田村に移した時にこの地に毘沙門天を勧請し、明治維新後にその堂宇を当寺の境内に移したが、明治20年の火災で焼失したとのこと。
本堂は、前述のとおり2002年（平成14年）に再建されたものである。

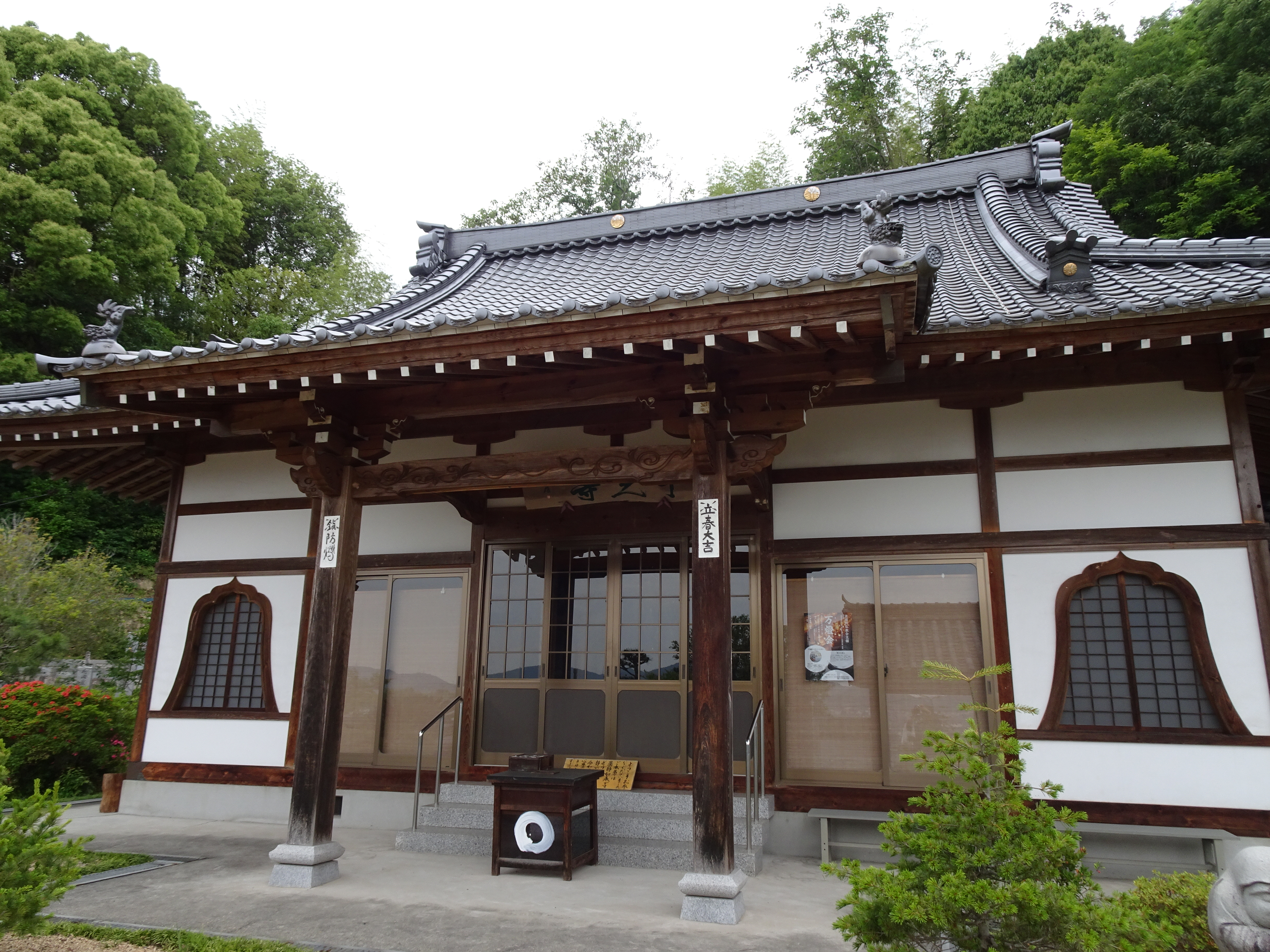
本堂
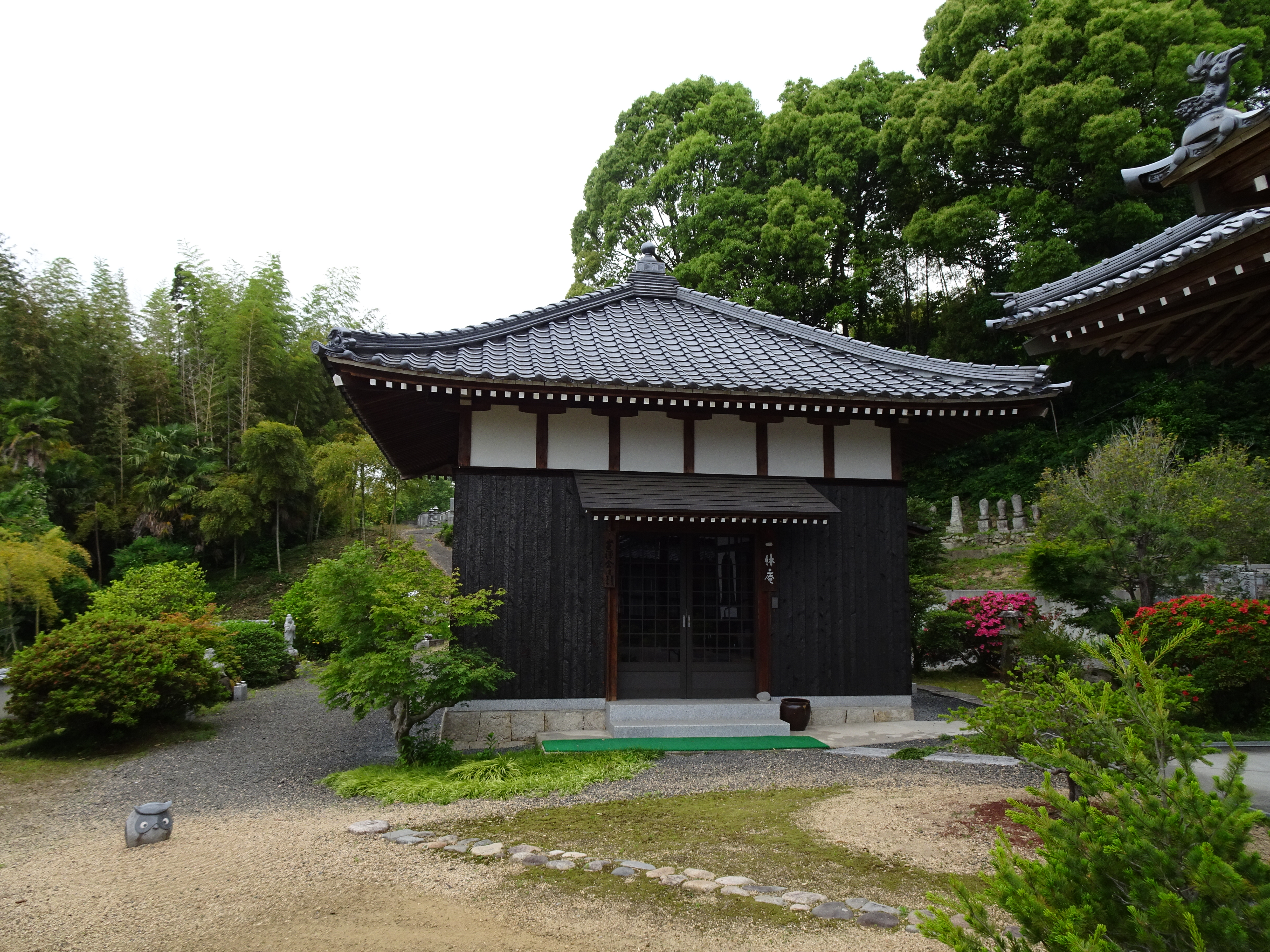
坐禅堂
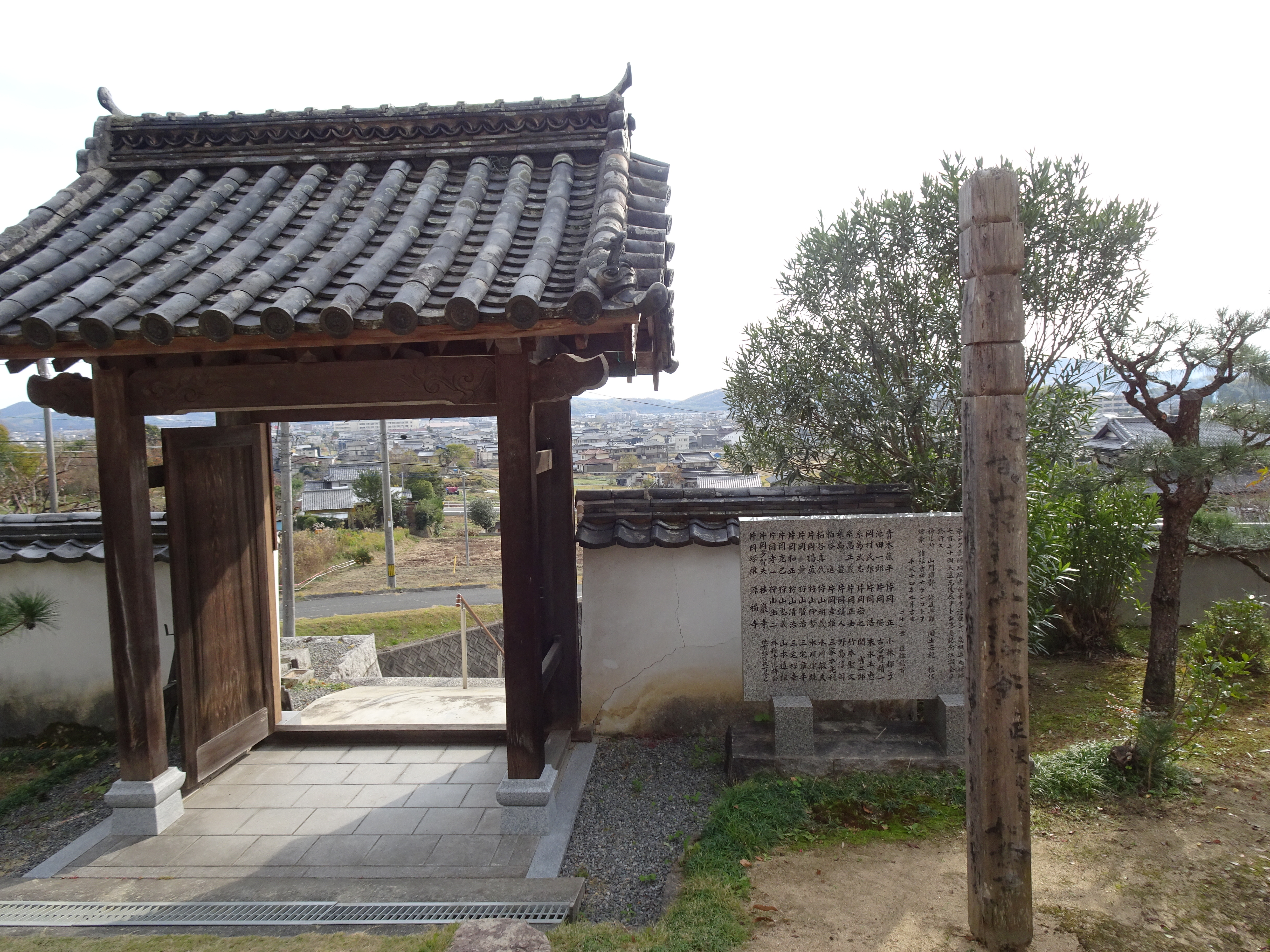
山門
- 七福神像

- 本堂
- 坐禅堂
- 山門

## 交通アクセス
- JR西日本伯備線「清音駅」より徒歩約33分[6]。
- 井原鉄道「川辺宿駅」より徒歩約26分[6]。
- 井原鉄道「吉備真備駅」より徒歩約38分[6]。

## 『獄門島』と千光寺

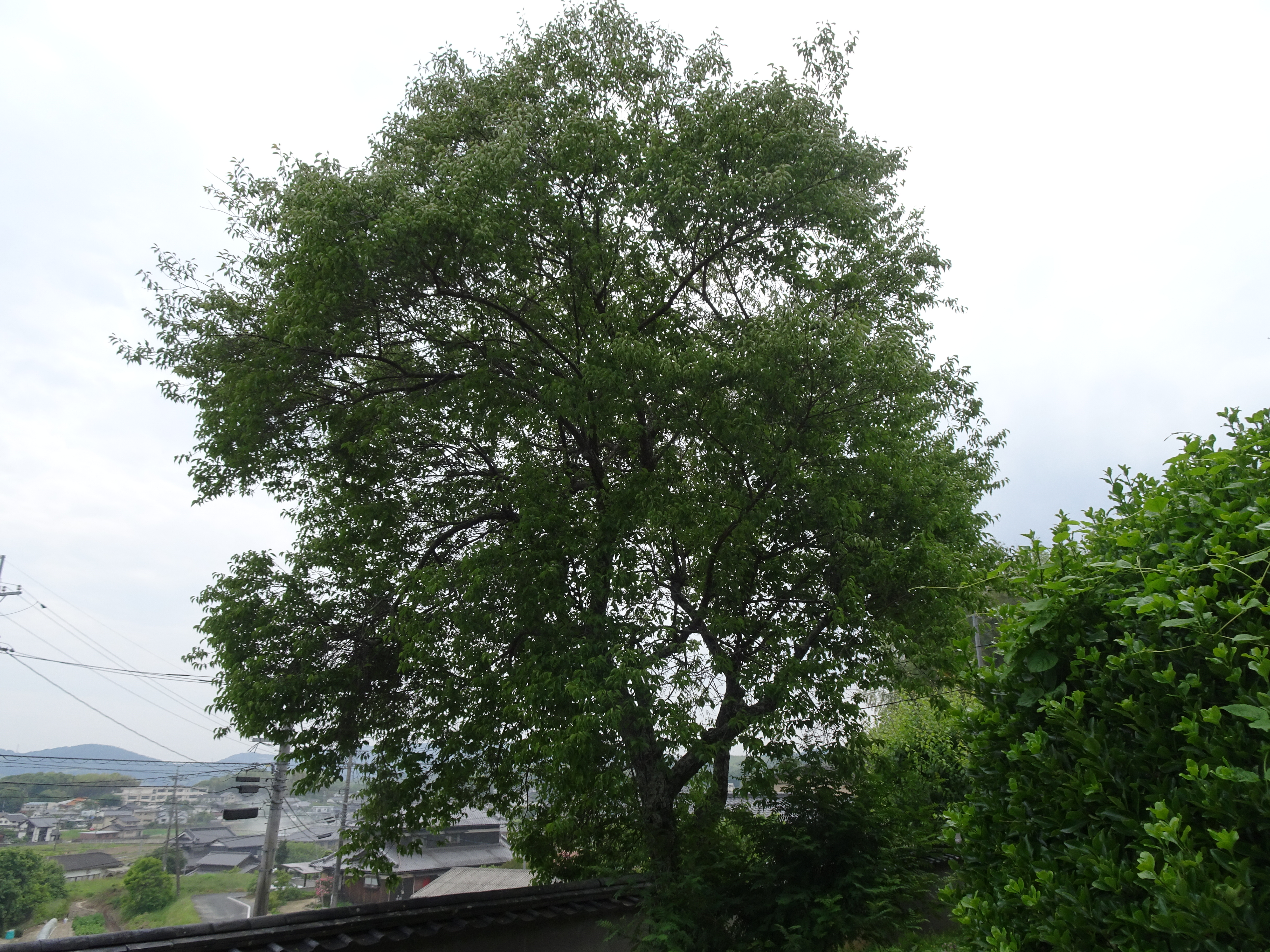
梅の木

第二次世界大戦末期から3年余りこの地に疎開していた横溝正史が、『獄門島』の舞台として登場させている寺の名前が「千光寺」で、その名前のモデルとなっているほか、「医王山」という山号も宗派が曹洞宗であるのも同じである。また、作品中、花子が逆さ吊りにされた梅の木のモデルの木は現在もある。
横溝は『獄門島』のあとがきで、「曹洞宗の知識については千光寺の和尚・末永篤仙師の御教示に負うところが多かった」と述べている。

## プロジェクト「team千の光」との関わり
千光寺が所在する真備町は2018年、平成30年7月豪雨により甚大な被害を受け（平成30年7月豪雨#倉敷市の被害参照）、前述の先代住職・末永篤仙の孫の名合雅美を代表として「真備に千の光を ~想・願・祈~」をスローガンに掲げ、千光寺の坐禅堂を拠点に「team千の光」を発足した。
千光寺での鎮魂と祈りのライトアップ（毎年7月6日・7日）などの資金をクラウドファンディングで募り、ライトアップを2019年7月からスタートして、毎年実施している。また、臨床心理士による心のよりどころ相談と行政書士による行政手続き相談を、毎月1回（2日間）千光寺の坐禅堂で開催している。
プロジェクトのリターンの中の一つに「【獄門島】石鹸&千光寺御朱印入り獄門島文庫本」がある。石鹸には真備特産の竹にちなんで竹炭を練りこみ、『獄門島』の千光寺の梅の木にちなんでほんのり梅の香りをつけており、文庫本には現在の住職直筆の御朱印を入れてもらっている。

## 近隣施設
- 横溝正史疎開宅
- 倉敷市真備ふるさと歴史館